# 無音盆踊り
無音盆踊り（むおんぼんおどり）とは、愛知県東海市で行われている盆踊りである。

## 概要
東海市大田町で開催される「ザ・おおた・ジャンプフェスティバル」で2009年から実施されている。盆踊りの参加者（踊り手）は、イヤホンの付いた携帯ラジオを持参する。主催者は踊りに必要な楽曲をFM電波で発信し、参加者はその電波にラジオの周波数を合わせ、イヤホンで聴きながら踊る。このため、外部には踊りの楽曲は聞こえず、踊っている人の姿だけが見えることになる。
太鼓や笛の演奏やスピーカーで音楽を流す通常の盆踊りと異なり、無音盆踊りはFMラジオから発信される周波数ごとにそれぞれ別の曲を流すことが可能である。そのため、踊っている曲のテンポによって内側と外側とで2つの輪ができるという
。2016年の無音盆踊りでは年配向けには「炭坑節」「東海小唄」「平洲音頭」、若者向けには「おどるポンポコリン」「ダンシング・ヒーロー」「明日があるさ」が流されていたという。

## 導入理由
「ザ・おおた・ジャンプフェスティバル」については、騒音対策よりも集客が目的であったと証言されている。

## 反応
風情がない、不気味という反応もあるが、参加者からは踊りに集中できるという声もある。

## 類似のイベント
無音盆踊りと同じくワイヤレスのヘッドフォンで音楽を聴いて踊る サイレントディスコ（英語: Silent disco）と呼ばれるイベントがある 。欧米では広く定着しているが、叫び声を上げたり騒いだりするなどの迷惑行為も発生し問題視された。2014年にはオーストリアのザルツブルクが、2015年にはスイスのローザンヌなど禁止令を出す都市もある 。
2018年7月27日には東京都大田区蒲田で動物の仮装をして盆踊りをする「ネオ盆踊りー動物仮面舞踏会ー」が行われた。これは日本で「サイレントフェス」というイベントを全国で実施している企画会社「Ozone」が企画したもの。